# Argyrodes andamanensis
Argyrodes andamanensis là một loài nhện trong họ Theridiidae.
Loài này thuộc chi Argyrodes. Argyrodes andamanensis được Benoy Krishna Tikader miêu tả năm 1977.